# 草屯鎮
草屯鎮，舊稱「草鞋墩」，位於臺灣南投縣的西北方，與臺中市及彰化縣相鄰，主要公路台14線、台3線、台76線、中投公路、國道三號以及國道六號皆通過草屯鎮，居於中部交通樞紐的重鎮，為臺中市進入南投縣的門戶。鎮內人口約9.7萬人，為南投縣人口最多的行政區，也是臺灣人口第二大鎮。

## 歷史

### 名稱由來
草屯鎮的舊名為「草鞋墩」，舊名三種傳說源自於《草屯鎮誌》。《草屯鎮誌》記載：「草屯街區，位於盆地東緣山麓，為出入內山之中，其餘暉拓墾者、挑夫、商旅之出入門戶地點，夙為換棄新舊草鞋之地，日積月累，草鞋成墩，故得稱。」「林爽文事件時（1786年），逃兵到此換鞋成墩」、「清末挑夫擔鹽欲往埔里，途經此處在販仔間歇息，換鞋成墩」的地名由來傳說，但1758年時的古文書已出現「草鞋墩」這個地名，所以均非正解。1920年時簡化名為「草屯」，是為草屯庄。1938年草屯庄升格為草屯街，屬臺中州南投郡。戰後初為臺中縣南投區草屯鎮，1950年後改為南投縣草屯鎮至今。

### 史前時代
草屯地區在史前時代即有人類活動的蹤跡，有發現屬於新石器時代中期牛罵頭文化的平林遺址（約在今平林里附近），也有屬於新石器時代晚期營埔文化的七股遺址（今坪頂里）和頂崁仔遺址（
今中原里），一般認為是屬於台中盆地周遭史前人類活動的延伸。

### 荷西時期
荷蘭人曾經在北投埔一帶設立過禮拜堂與簡易學堂教育本地的原住民，惟今日已不復見。

### 清領時期

1894年之臺灣行政區圖，中間綠色部分為草屯所在之臺灣縣

#### 行政區域的沿革
清初台灣中部地區尚未大規模開發，草屯的發展主要集中在西邊的北投埔和新庄地區（今北投里、新庄里一帶），尚有大半區域屬於番界之外。1723年，配合臺廈道增設彰化縣，虎尾溪以北皆納為其管轄。1731年，臺灣道成立，並增設淡水廳，草屯仍隸彰化縣，其後亦無重大變動。至1887年，福建台灣省成立，台灣府遷移至台中，並新設臺灣縣，範圍包含今日草屯地區。

#### 本地的平埔族
開墾初期草屯地區仍有部分地區為平埔族聚落，例如北投埔的北投社和洪雅族部落所在的番仔田地區（今新豐里一帶）。也因為位處於番界邊緣，時有盜匪出沒，清代有駐軍於此，並聘用當地平埔族人充當隘勇線的守衛，同時給予平埔族人山腳地區（今山腳里）一帶土地耕種，不過後來多轉租與漢人，並於之後轉入埔里盆地。

#### 四大姓氏的開發
傳統上的草屯四大姓氏（簡、林、洪、李），則是主要在雍正、乾隆朝的時候入墾草屯，簡姓於1723年時率先開墾大虎山腳地區（今山腳里），林姓、洪姓則是在乾隆朝時分別拓墾貓羅溪沿岸的月眉厝（今碧峰里龍德廟一帶）和下茄荖、石頭埔等地（今加老里、新庄里）。至於李姓則是分為兩支，第一支在1755年入墾下庄（今敦和里），第二支則是在1782年因為漳泉械鬥兵敗而由縣庄（今芬園鄉境內）遷至圳寮（今明正里），基本上自此確立四大姓氏為主的分佈。

#### 水利設施的開發
在漢人的開發中，有多次興修水圳以利灌溉的紀錄，乾隆朝起就有陸續興建險圳（引烏溪水）、媽助圳（今茄荖媽助圳，引烏溪水）、舊圳（
引隘寮溪水）等水圳的紀錄，到了光緒朝時草屯沖積平原區域（牛屎崎、瓠瓜寮以西地區）大致上皆已具備灌溉能力，其中官府主要是扮演居中協助的角色，大部分的建圳工作還是仰賴當地仕紳或是鄉民集資，僅有遭遇糾紛時才請官府出面解決。

#### 境內市街的出現
在漢人的開發過程中，草屯因位處交通要道，分別開闢了位處貓羅溪畔渡口的「舊街」（今碧峰里）和位處北投埔的「新街」（今北投里），是當時草屯的商業中心地帶，後因日治時代闢建新市街，因此被統稱舊街或北投街。

### 日治時期

1915年南投廳行政區劃（不含蕃地）

##### 行政區與地名的沿革

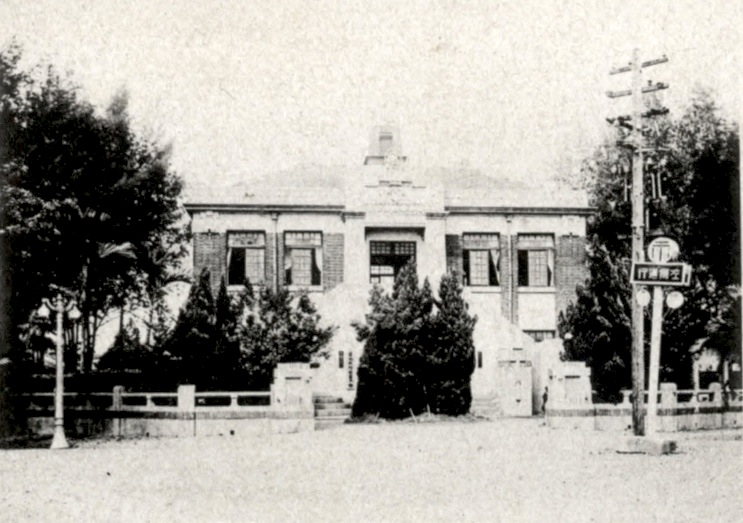
1939年之草屯街役場

日本治台之後在1901年執行廢縣置廳的計畫，原屬北投堡的草鞋墩地區併入南投廳，稱「草鞋墩區」。1909年總督府縮減廳數由20減為12個，惟草鞋墩支廳（當時已改制為支廳）仍隸南投廳，並設廳址於今中正路及虎山路口一帶（即今草屯郵局對面），其統轄範圍已大致與今日草屯鎮之範圍相去不遠。
1920年，總督府再次更改行政區劃，改廳為州郡，並雅化各地原先的傳統地名，「草屯」一詞至此躍上歷史舞台。同年庄役場即遷建至新址（今建國街、青雲街路口），原支廳舍改由南投郡警察課草屯分室及草屯派出所使用。1938年因市街發展繁榮及人口增加，遂升格為「草屯街」，並延續至太平洋戰爭結束。

#### 鐵路的通過
歷史上曾經有過兩條鐵路線通過草屯，分別是通往台中的中濁線（中南線），以及連結彰化的彰南線。1911年，帝國製糖株式會社為了方便輸送南投地區的甘蔗至台中糖廠，開始修築來往兩地的鐵路，同年南投至名間段率先通車，至1918年時全線完工，草屯境內共有烏溪南岸（今烏溪橋南端）、新豐（今僑光街成功路口）、草屯（今和平街中山街口）、林仔頭（今民權西路12巷附近）等站，載送甘蔗之餘也兼辦客運業務。本路線1940年時改為大日本製糖經營，並一直持續到戰後台糖公司接手為止。
另外一條通過的鐵路則是彰南線，西元1914年由彰化仕紳楊吉臣及吳汝祥投資興建（此二人同時也是彰化銀行的創辦人）這條往返彰化與南投的路線，同年12月鐵路通車，是台灣第一條純粹以客運為業務的鐵路路線（在此之前多為糖業或其他產業鐵路兼辦客運），草屯境內一共有石頭埔（今石川里） 、月眉厝（今碧峰里）、下溪洲（今碧洲里）等站（大致上都位處草屯西側），不過兩年後的1916年7月即因經營不善而停業。

#### 開闢新市街
原先草屯的商業區為自清代發展而來的北投街，1922年，為了美化市容和配合市區改正的計畫，政府開始以草屯車站為中心闢建道路（今太平路、和平街、中正路、中山街、碧山路區域)，並由民間出資開工，將街役場、郵局、市場、戲院、俱樂部、農會信用部、公路車站等公共設施集中於此，間接形成新市區，後來也日漸取代北投街成為區域發展中心。

#### 文教機構的出現

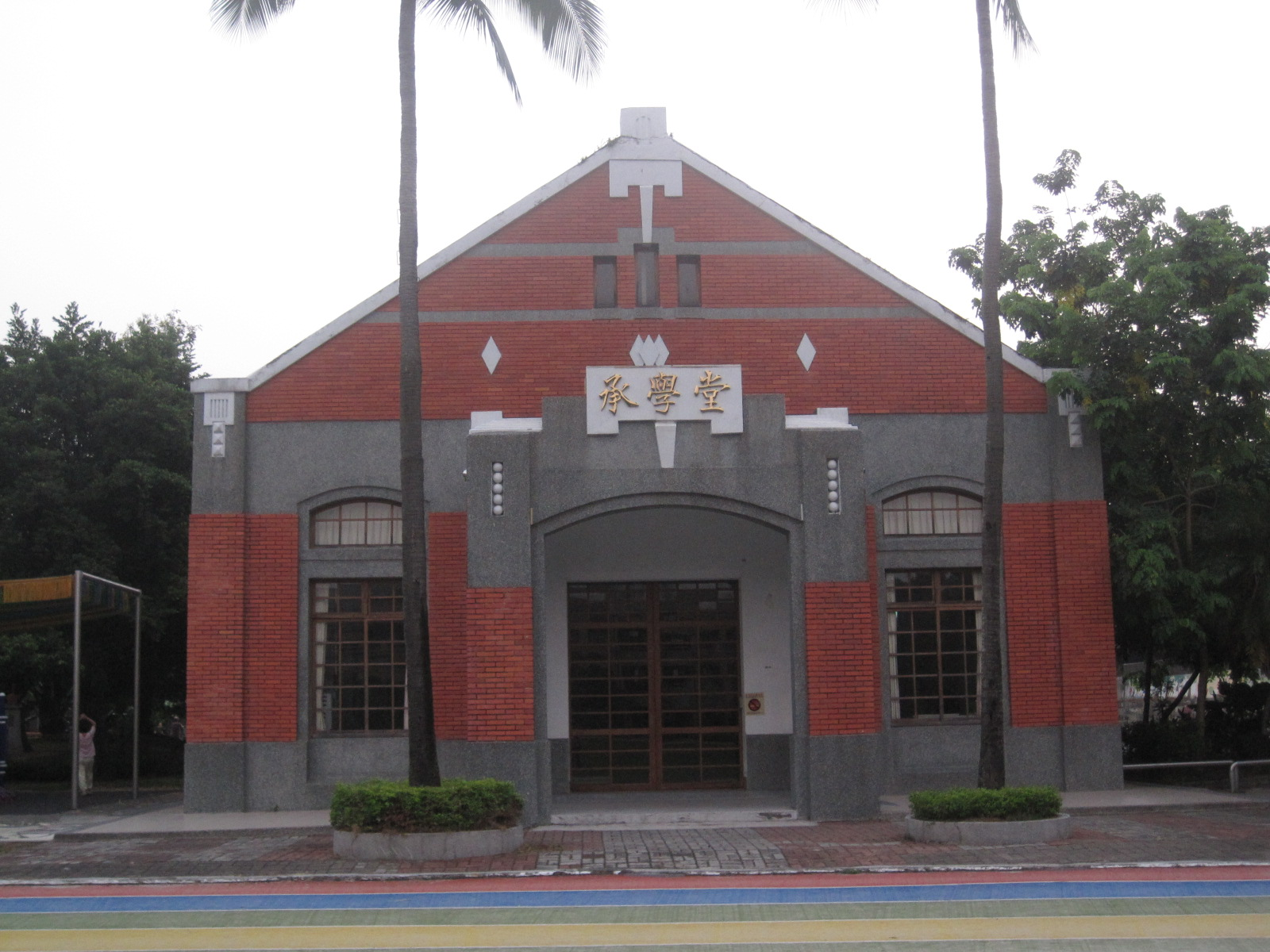
1920年興建之草屯國小禮堂

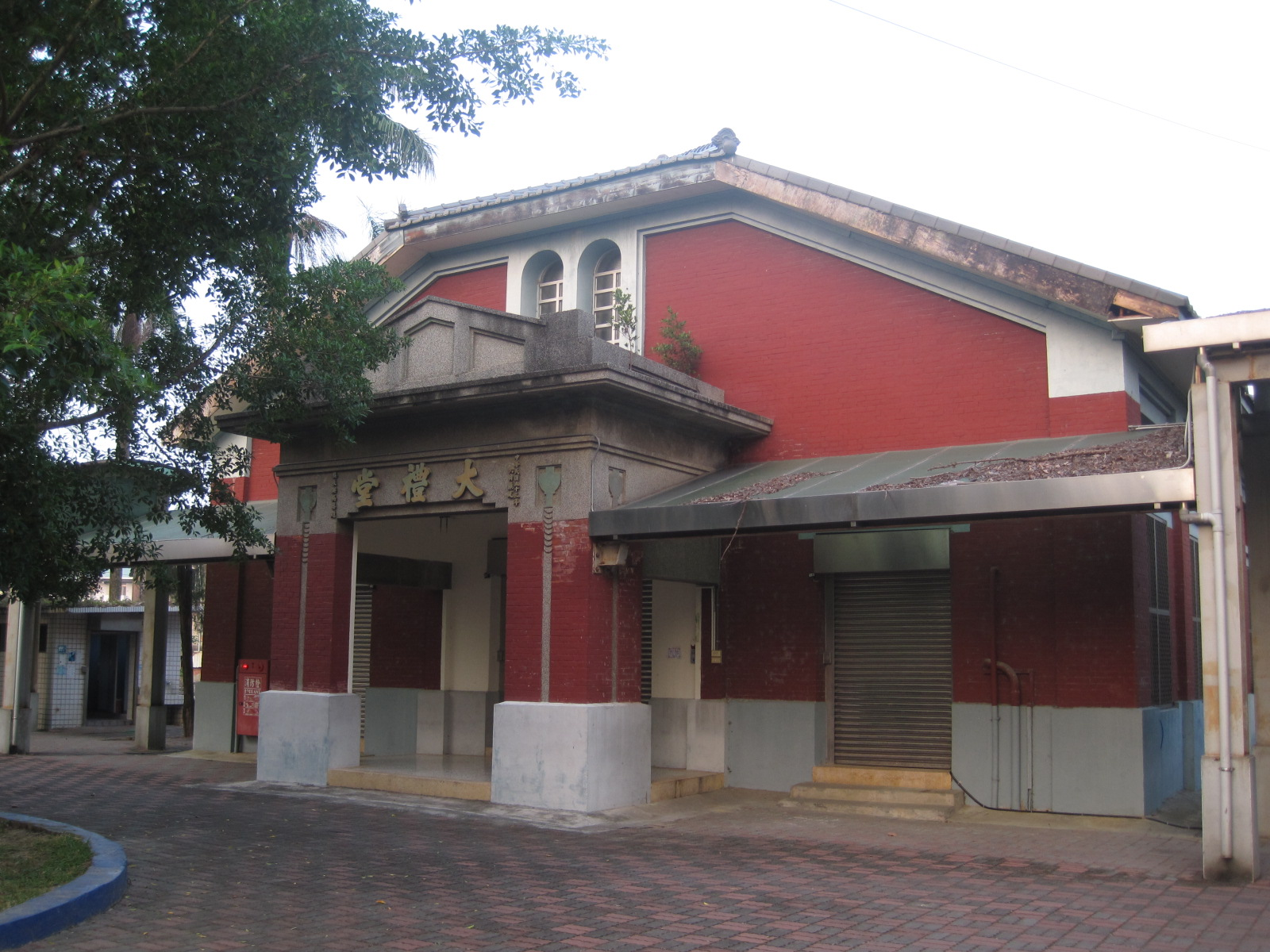
1920年興建之新庄國小禮堂

1899年，「南投公學校草鞋墩分校」成立，起先授課的地點為敦和宮廟舍，1900年更名「草鞋墩公學校」，並在1904年搬入現址，後於1921年配合地名雅化改名為「草屯公學校」，即為今草屯國小的前身，也是本地歷史最悠久的小學。除了草屯公學校，尚有1904
年成立的新庄公學校（今新庄國小）、1921年土城公學校（今土城國小）、1922年「碧峰公學校」（今碧峰國小）等臺人公學校成立。至於日人就讀的小學校則有「草屯尋常小學校」，即為今日炎峰國小的前身（惟其創建年份不詳，且戰後一度改為國軍房舍，至1954年才再次復校）。至於中等學校，起初於1931年時由草屯公學校兼辦成立「草屯中堅青年養成所」（簡稱草屯養成所），並使用其校舍。1935年，地方仕紳李昌期捐款二萬元於現址成立「草屯女子家政學校」，同年與草屯養成所合併，更名為「草屯農業家政專修學校」，分農業和家政科，為一所三年制學校。1941年改名為「草屯實踐農業學校」，並附設「農業青年學校」，並將男女部合併。此即為今草屯國中的前身。

#### 草屯飛行場
在二次大戰末期，日本政府為因應戰爭而執行「全島要塞化」的政策，於各地廣建機場方便飛機疏散。當時曾經於北投埔庄（今碧峰里）興建「草屯飛行場」，其原有跑道即為今日的復興路。1959年，發生八七水災，造成草屯鎮月眉厝（鄰貓羅溪地區）一帶數千民眾無家可歸。政府遂遷移其至原機場跑道兩旁安置。

### 中華民國時期

#### 行政區域沿革

政府接收台灣初期之行政區域圖

戰後初期，配合行政長官公署的行政區接收計畫，草屯成為台中縣的一部分，基本上與台中州時期無太大變動。
1950年，台灣行政區配合開始實施地方自治而重新劃分，同年10月21日南投縣成立，與台中縣以烏溪為界，草屯自此納歸南投縣管轄範圍之內。1961年，山腳里南部一區域併入南投市中興新村。

#### 道路發展
隨著經濟逐漸發展，草屯也因位處交通要道而日漸繁榮，先後闢建拓寬了連結彰化的芬草路與員林方向的碧山路，向南則是將太平路（台三甲）拓寬取直至中興新村附近。
進入1990年代，日見壅塞的交通另原先的道路容量已不堪負荷，草屯鎮外環道路的計畫也於焉展開，碧興路（今台14乙線）即方便彰化和南投市方向車流可以無須進入市區即可連接台三線，成功路（今台三線主線）繞開草屯市區，方便台中方向的車流行進，原線也改編為台三甲線。此外，御富路（投8線）與中興路也在差不多時間闢建，使自北或南的車流可以順利東進埔里。這幾條外環道路也大致上框出了草屯鎮市區的範圍。

## 地理

### 地形

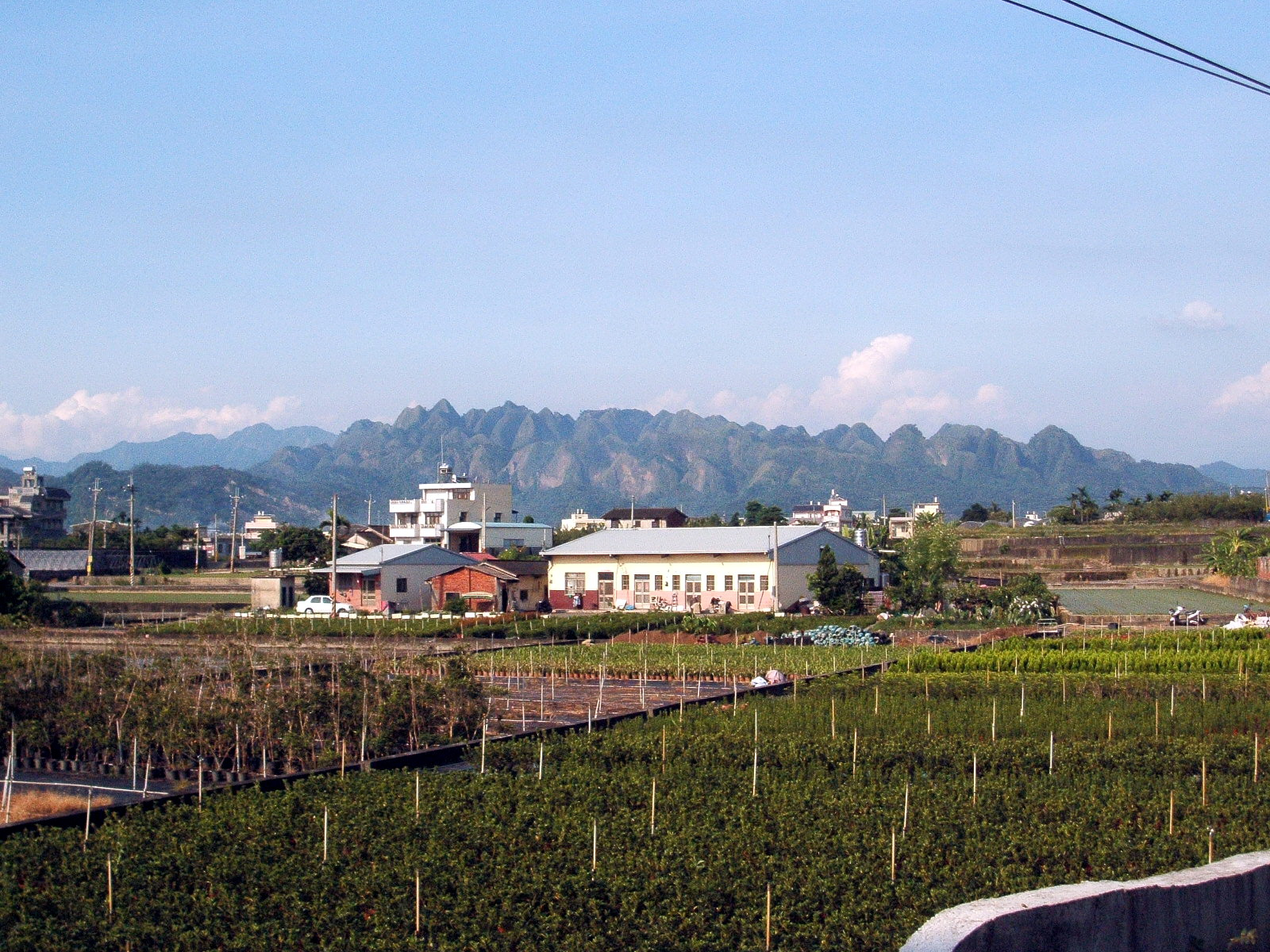
九九峰一景

草屯鎮呈東西狹長的行政區域，東鄰國姓鄉，西依貓羅溪與彰化縣芬園鄉相望，北有烏溪流經，與臺中市霧峰區、烏日區緊鄰，南接南投市。地處台中盆地烏溪沖積平原，地勢東高西低，在草屯鎮東境有諸多河階、沖積平原形成，在雙冬地區有九芎林河階、石灼子河階，並有土城平原與坪頂臺地等地形，知名地景九九峰火炎山位居雙冬，是進入草屯首見的山貌。
境內的地形區主要有下列幾區：
- 雙冬山地區：位於東部烏溪南岸，雙冬里境內
- 火炎山地區：位於東部烏溪北岸，平林里與雙冬里境內
- 土城平原區：位於鎮內中部，包含了土城里、北勢里、南埔里、富寮里、中原里、御史里的平原部分
- 坪頂台地區：位於土城平原南側，是坪頂里主要聚落所在地，台地區內有坪頂、七股、頂城等聚落
- 大虎山地區：位於草屯市區東南方，大虎山又稱「大哮山」，包含了山腳里與富寮里，「雷藏寺」建於此地形區上，大虎山是鳥瞰草屯市區的知名地點
- 茄荖山環流丘區：位於草屯市區東北方，御史里的丘陵部份
- 烏溪沖積扇區：是臺中盆地的一部分，是草屯街區所在地形，本區域也是草屯鎮內農業及人文活動主要地帶。

### 水文
草屯鎮北有烏溪流經九九峰南麓，貫穿土城平原，於茄荖山北麓切割台中盆地，繼續向貓羅溪於喀哩（烏日區北里里）附近匯流。南有隘寮溪自坪頂臺地繞過大虎山，流過草屯市區北方，開始沿台14線往芬園鄉至茄荖附近（芬園鄉嘉興村）匯流於貓羅溪。唯有貓羅溪是呈南北向自草屯鎮西境流經，在溪洲（草屯鎮碧峰里東方）沖積出一處氾濫原，沿溪西岸築路的彰南路，行經碧山巖附近是呈西崖東谷險峻地形。

### 人口
根據南投縣政府民政處統計，2024年底草屯鎮戶數約3.6萬戶，人口約9.7萬人，是南投縣人口最多的行政區，鎮內人口最多與最少的里分別是山腳里與中正里，2024年底兩里人口分別為9,121人與687人，其中山腳里也是南投縣人口最多的村里；人口密度最高與最低的里分別是明正里與雙冬里，2024年底兩里人口密度分別為每平方公里10,483人與97人:164－165。草屯鎮人口的年齡構成中，0至14歲人口佔比11.16%，15至64歲人口佔比68.93%，65歲以上人口則佔比19.91%。

## 政治

### 歷任首長
| 任次 | 姓名   | 黨籍 | 任職期間              | 備註         |
| ---- | ------ | ---- | --------------------- | ------------ |
| 1    | 李春盛 |      | 1945年12月－1946年2月 | 官派         |
| 2    | 洪元煌 |      | 1946年3月－1948年11月 | 鎮民代表選出 |
| 3    | 李百顯 |      | 1948年11月－1951年1月 | 鎮民代表選出 |

| 屆次 | 姓名   | 黨籍       | 任職期間                       | 備註                 |
| ---- | ------ | ---------- | ------------------------------ | -------------------- |
| 1    | 洪石輝 |            | 1951年1月－1953年8月           | 以下民選             |
| 2    | 張五合 |            | 1953年8月－1956年8月           |                      |
| 3    | 張五合 |            | 1956年8月－1960年1月           |                      |
| 4    | 洪錫恩 |            | 1960年1月－1964年3月           |                      |
| 5    | 洪錫恩 |            | 1964年3月－1968年3月           |                      |
| 6    | 簡金間 |            | 1968年3月－1968年9月10日       | 任內車禍身亡         |
| 6    | 李嵩峨 |            | 1968年12月－1973年4月          | 補選                 |
| 7    | 李嵩峨 |            | 1973年4月－1977年12月          |                      |
| 8    | 洪錫生 |            | 1977年12月－1982年3月1日       |                      |
| 9    | 林宗男 | 民主進步黨 | 1982年3月1日－1985年12月20日   | 當選台灣省議員離職   |
| 10   | 白萬國 |            | 1986年3月1日－1990年3月1日     |                      |
| 11   | 莊萬振 |            | 1990年3月1日－1994年3月1日     |                      |
| 12   | 賴忠政 | 無黨籍     | 1994年3月1日－1998年3月1日     |                      |
| 13   | 洪敦仁 | 民主進步黨 | 1998年3月1日－2002年3月1日     |                      |
| 14   | 洪敦仁 | 民主進步黨 | 2002年3月1日－2006年3月1日     |                      |
| 15   | 周信利 | 中國國民黨 | 2006年3月1日－2010年3月1日     |                      |
| 16   | 周信利 | 中國國民黨 | 2010年3月1日－2010年11月10日   | 涉嫌賄選被判當選無效 |
| 代理 | 李崇慶 |            | 2010年11月10日－2011年1月19日  |                      |
| 16   | 洪國浩 | 民主進步黨 | 2011年1月19日－2014年12月25日  | 補選                 |
| 17   | 洪國浩 | 民主進步黨 | 2014年12月25日－2018年12月24日 |                      |
| 18   | 簡景賢 | 中國國民黨 | 2018年12月25日－2022年12月25日 |                      |
| 19   | 簡景賢 | 中國國民黨 | 2022年12月25日－2024年11月18日 | 任內逝世             |
| 代理 | 簡青松 |            | 2024年11月25日－2025年1月24日  |                      |
| 19   | 簡賜勝 | 中國國民黨 | 2025年1月24日－現任            | 補選                 |

### 鎮政組織
草屯鎮公所是草屯鎮最高層級的地方行政機關，在中華民國政府架構中為鎮自治的行政機關，同時負責執行縣政府及中央機關委辦事項，草屯鎮的自治監督機關為南投縣政府。鎮長由全體鎮民直接選舉產生，任期為四年，可連選連任一次。草屯鎮公所並置鎮政會議，為鎮政最高決策機構，在鎮長之下，設有5課4室等9個內部單位及6個附屬機關。
草屯鎮民代表會是草屯鎮的最高民意機關，代表草屯鎮全體鎮民立法和監察鎮政。鎮民代表由公民直選選出，任期為四年，可連選連任。草屯鎮民代表會共有17位鎮民代表，分別為第一選區（中區）4席鎮民代表、第二選區（南區）5席鎮民代表、第三選區（北區）4席鎮民代表、第四選區（東區）4席鎮民代表，主席、副主席由17位鎮民代表互選產生。

### 行政區
- 行政區調整

1964年八七水災後月眉里分別劃入碧峰里與溪洲里，溪洲里改成碧洲里，碧峰里東部分出復興里。1966年雙冬里分出平林里。1969年山腳里15至19鄰劃入南投鎮光輝里。1970年炎峰里分出中正里，玉峰里分出明正里，和平里分出中山里。1989年山腳里分出新厝里。全鎮現有27里。
- 鎮內各里

草屯鎮內有27里，各里依草屯鎮民代表會選區劃分，可編排如下列四大項：
1. 玉峰里、明正里、炎峰里、中正里、和平里、中山里、敦和里
2. 新厝里、山腳里、上林里、碧洲里、復興里、碧峰里
3. 北投里、石川里、加老里、新庄里、新豐里、御史里
4. 北勢里、中原里、土城里、平林里、雙冬里、坪頂里、南埔里、富寮里

## 商業
草屯長期是南投縣內商業及服務業最興盛的地區，屬於台中外圍衛星都市的一環，經濟相較南投各區發達且偏重第三類產業，鎮內的商業發展在各時期有不同歷史：

### 北投街

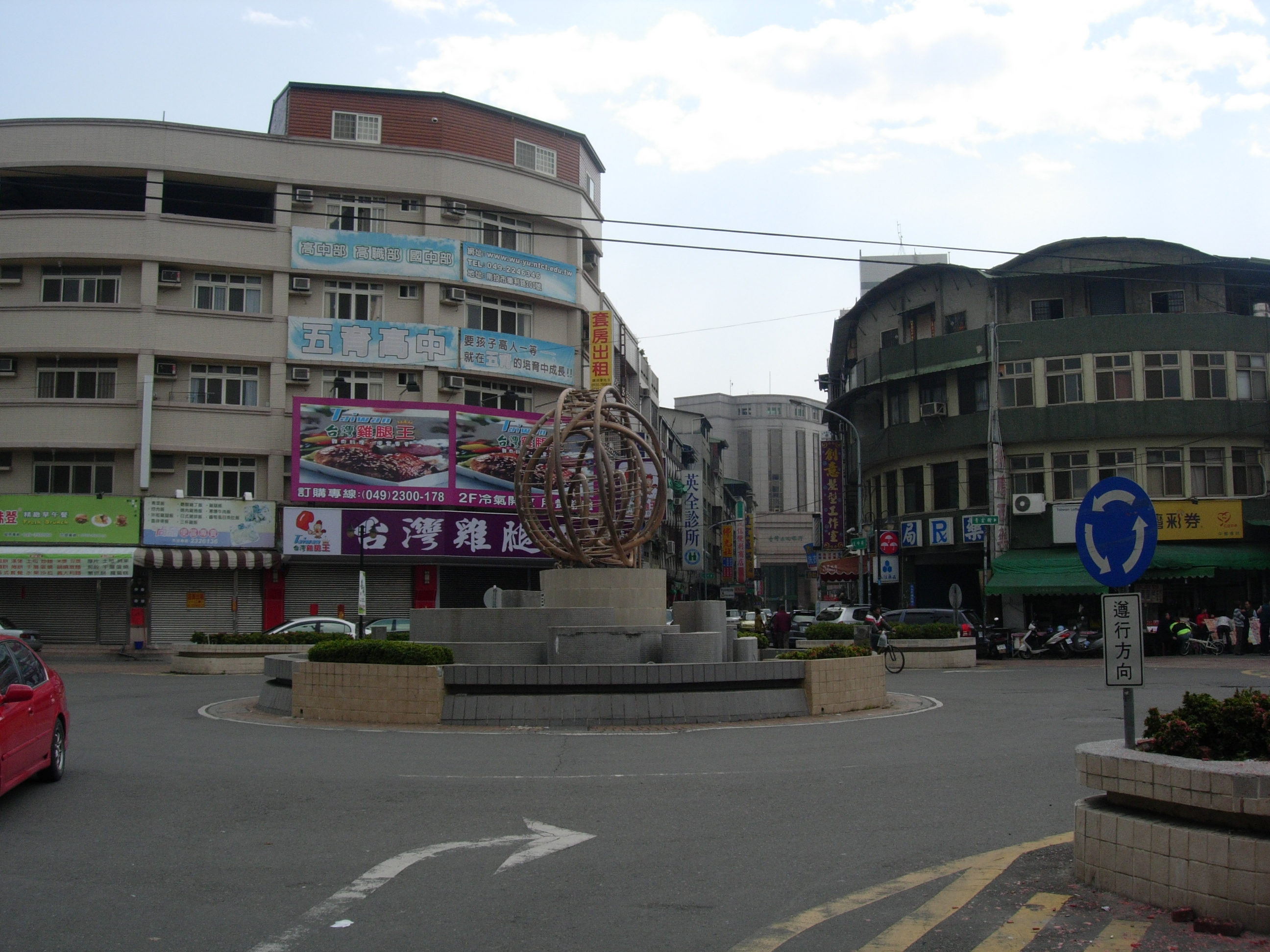
草屯圓環週邊原為草鞋墩舊街

漢人入墾草屯在1725年後較具規模，在1833年的《彰化縣志》內草屯已有「新街」、「舊街」及其他各庄的記載:10。北投街是開墾要地，又分為「舊街」、「新街」兩街，舊街是自彰化經縣庄經貓羅溪之渡口，新街是「番社」聚落東方街道，新舊街兩端距離約一公里長，清代至日治初期是商業與行政中心，有「一府二鹿三艋舺四北投」之說。在日治初期先受戰亂影響，後又有草鞋墩街的興起，遂成普通聚落:11、103、194、475。

### 草鞋墩街

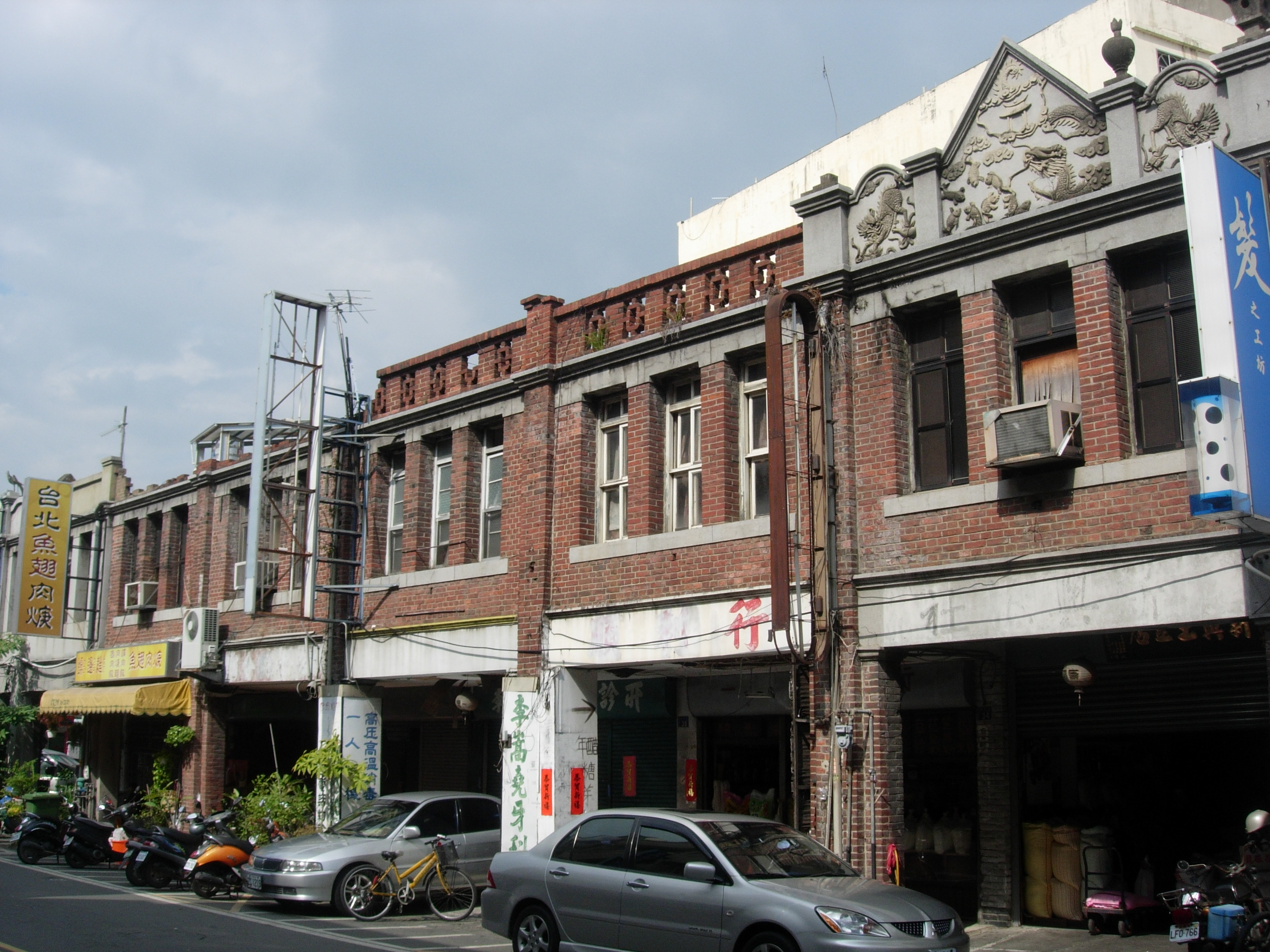
草鞋墩新街一景

草鞋墩街的興起：在光緒十年古契中已見草鞋墩街稱呼:93，俗稱「舊街」的玉峰街是商人挑夫進入埔里社的交通要衝，「新街」在1923年至1932年間興起，是當地望族投資的新街道，約今日的太平路、和平街、中正路、中山街、碧山路等路段，當時有火車站、公車站、役場、戲院等機關集中在新街，舊街受其影響而沒落:380─384。日治時期由於交通建設移往草鞋墩，本區域取代北投成為政經文化中心，影響範圍及鄰近如霧峰、芬園、國姓部分居民:476。

### 商圈擴張
1992年兩條外環道成功路、中興路完工後，草屯的商業逐向兩路段擴張， 1993年大型量販店「福元批發倉庫」成立，1994年「好好百貨」開張，1998年中投公路完工後，博愛路往西也有市區延伸:468、469，2011年10月摩斯漢堡進駐草屯，使草屯成為南投縣內第一處設有分店的鄉鎮，2012年1月肯德基在原草屯派出所開業，草屯鎮內成為全縣連鎖速食店種類最多的鄉鎮。2015年2月1日週日，草屯鎮內第一家星巴克咖啡廳開始營業。

### 傳統市場
在傳統市場方面，鎮內有兩大早市，一是「大觀市場」，地點是芬草路與中山街，本市場是全鎮最大零售市場。「草屯公有市場」是鎮內另一公有市場，設有停車場及人行步道。黃昏市場屬碧山路與成功路路口的「草屯黃昏市場」最熱鬧，在虎山路與富林路口有「福德黃昏市場」，因距市區較遠，消費人口大多為山腳地區居民。

### 夜市文化

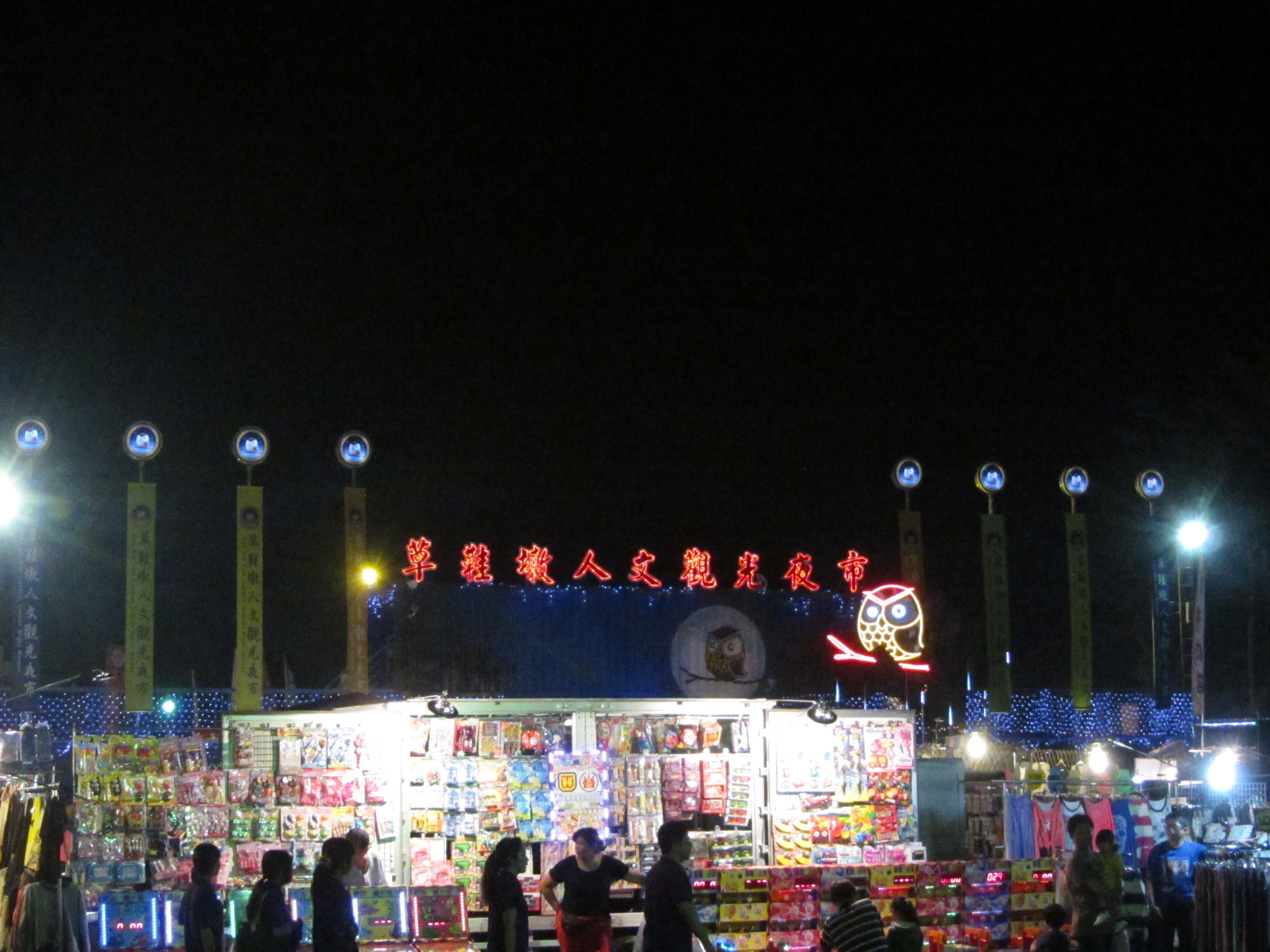
草鞋墩人文觀光夜市

草屯鎮早期的夜市位於碧山路642巷旁空地，因為是星期六晚上營業，所以被在地人稱為「拜六街夜市」，於2003年結束營業。2003年開始營運，位於中正路的「草鞋墩人文觀光夜市」地點是新天地批發倉庫賣場（現為寶島時代村）旁空地，有著停車格之便，現已成為草屯鎮一觀光景點。原只有禮拜六營業，現在為每周五六日營業。2018年末一度傳出營業危機，後經協調仍繼續維持營業。
位於南埔將軍廟前廣場的「南埔夜市」在1996年曾有70餘攤販:473，但因離市區較遠，又「草鞋墩人文觀光夜市」名氣大增，現在成為地方性夜市，為每週二、五營業。

### 商圈路段
南北向路段：

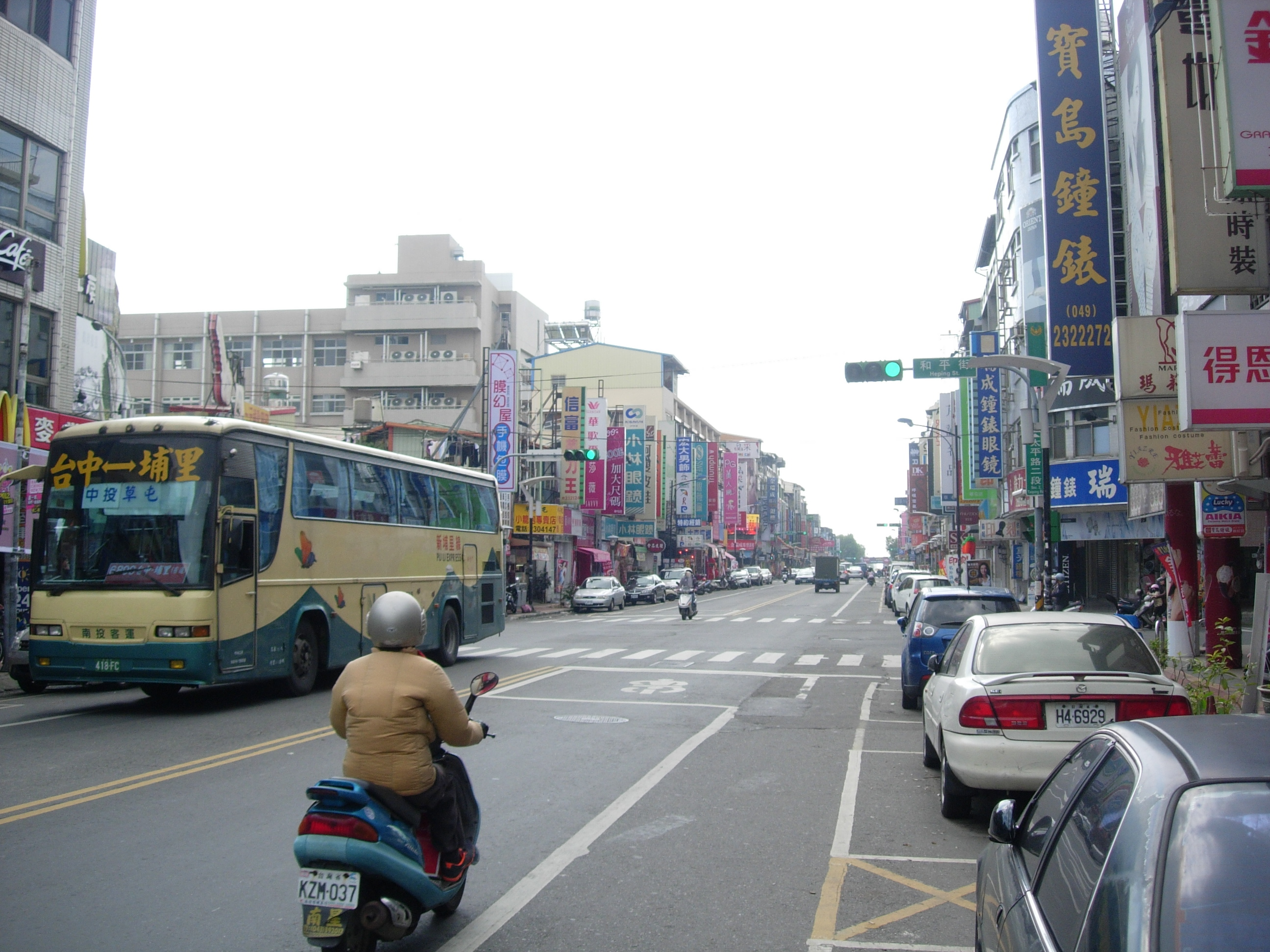
草屯鎮太平路一景

- 太平路：太平路是草屯最主要的商店街，商街約有一公里長，是鎮內逛街消費大街，店家招牌整齊。此路段具客運優勢，南投縣「地王」也位於此路上
- 中山街：中山街上有著名的麻糬店家，是僅次於太平路的商家集中地。
- 和興街：和興街在碧山路以北是傳統市場類型店家，以南是「草屯形象商圈」所在（和興二街），形象商圈內有戲院舊址、精品、小吃等。
- 成功路：位於外環道的成功路，路段上店家有婚紗、喜餅、大型餐飲店。
- 虎山路：虎山路商家北起中正路，南至民生路，本路段以飲食業為多，也是山腳里重要商街

東西向路段：
- 碧山路、碧山南路：是東西向重要商街，尤以成功路至虎山路最熱鬧。
- 中正路、育英街、明賢街：位於市區中心，是僅次碧山路的東西向街道。

### 金融機構
- 銀行
  - 臺灣土地銀行
  - 合作金庫商業銀行
  - 第一商業銀行
  - 華南商業銀行
  - 彰化商業銀行
  - 臺灣中小企業銀行
  - 台中商業銀行
  - 臺灣新光商業銀行
  - 元大商業銀行
  - 玉山商業銀行
- 保險
  - 錠嵂保險經紀人股份有限公司
  - 旺旺友聯產物保險公司
  - 國泰世紀產物保險公司
  - 國泰人壽保險公司
  - 南山人壽保險公司
  - 三商美邦人壽保險公司
  - 新光人壽保險公司
- 南投縣草屯鎮農會

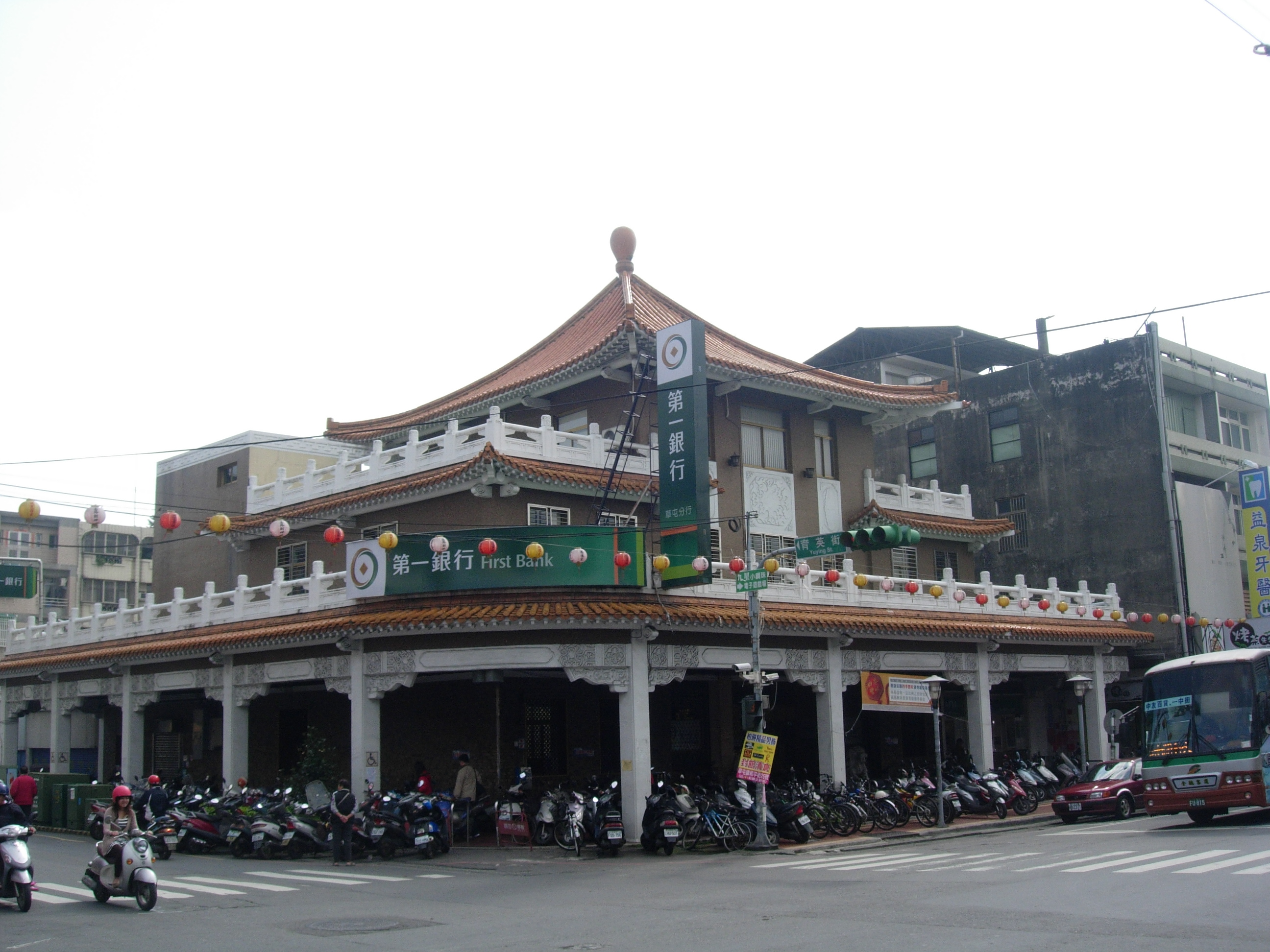
造型具特色的第一銀行草屯分行

  - 信用部、雙冬分部、南埔分部、芬草路分部、虎山分部、北勢分部、富寮分部、新庄分部
- 中華郵政公司
  - 草屯郵局、大觀郵局、碧山郵局、南埔郵局[37]

### 連鎖超市/專門店
| 店家名稱               | 營業時間    | 服務地址          | 備註       |
| ---------------------- | ----------- | ----------------- | ---------- |
| 台灣楓康超市           | 24H         | 中興路38號        | 附設停車場 |
| 全聯福利中心（明賢店） | 08:00~23:00 | 中山街57號        |            |
| 全聯福利中心（虎山店） | 08:30~23:00 | 虎山路500之1之4號 |            |
| 全聯福利中心（草屯店） | 08:30~22:30 | 信義街368號       | 附設停車場 |
| 全聯福利中心（和興店） | 07:30~22:30 | 和興街55號        |            |
| 全聯福利中心（中正店） | 07:30~22:00 | 中正路557之19-5號 | 附設停車場 |
| 丁丁藥妝               | 09:00~22:45 | 太平路二段179號   |            |
| 大樹藥局(中正店)       | 09:00~22:00 | 中正路824號       |            |
| 大樹藥局(碧山店)       | 09:00~22:00 | 碧山路145號       |            |
| 特力屋（草屯店）       | 10:00~21:30 | 虎山路819號       | 附設停車場 |
| 寶島眼鏡（虎山店）     | 10:00~22:00 | 虎山路778號       |            |

## 教育

### 大專院校
- 南開科技大學

### 高級中等學校
- 南投縣立旭光高級中學
- 國立草屯高級商工職業學校
- 同德學校財團法人同德高級中等學校

### 國民中學
- 南投縣立旭光高級中學國中部
- 南投縣立草屯國民中學
- 南投縣立日新國民中學

### 國民小學
- 南投縣草屯鎮草屯國民小學
- 南投縣草屯鎮土城國民小學
- 南投縣草屯鎮中原國民小學
- 南投縣草屯鎮虎山國民小學
- 南投縣草屯鎮炎峰國民小學
- 南投縣草屯鎮富功國民小學
- 南投縣草屯鎮僑光國民小學
- 南投縣草屯鎮雙冬國民小學
- 南投縣草屯鎮平林國民小學
- 南投縣草屯鎮北投國民小學
- 南投縣草屯鎮坪頂國民小學
- 南投縣草屯鎮新庄國民小學
- 南投縣草屯鎮碧峰國民小學
- 南投縣草屯鎮敦和國民小學

## 醫療
- 惠和醫院
- 草屯佑民醫院
- 草屯療養院
- 曾漢棋綜合醫院

## 交通

### 公路
- 福爾摩沙高速公路：
  - 217 草屯草屯交流道
  - 222 中興系統中興系統交流道
  - 224 中興中興交流道
- 水沙連高速公路：
  - 3 舊正舊正交流道（實際位於霧峰區）
  - 5 東草屯東草屯交流道
- 芳苑草屯線：
  - 32 中興系統中興系統交流道
- 中投公路：
  - 出口 草屯一草屯一交流道
  - 出口 草屯二草屯二交流道
  - 出口 草屯端草屯端
    - 台63甲線（中投公路草屯支線）：草屯鎮新豐路
- 台3線
  - 台3甲線
- 台14線
  - 台14乙線
- 縣道148號：草屯鎮碧山路－碧山南路
- 投1線 防汎路－稻香路－新庄一路
- 投2線 稻香路
- 投3線 加老東路－新庄二路
- 投4線 石川路
- 投6線 北投路-敦和路－中山街－勝和街－玉峰街－玉屏路－中正路
- 投7線 日新街
- 投8線 僑光街－御富路－登揮路
- 投9線 史館路－立人路－溝墘巷
- 投10線 中和路－玉屏巷
- 投11線 富貴巷－營盤路
- 投14線 富頂路一段－股坑巷
- 投17線 坪腳巷－青宅巷－南坪路
- 投19線 健行路
- 投20線 平學路
- 投92線 溪南路

### 公車客運

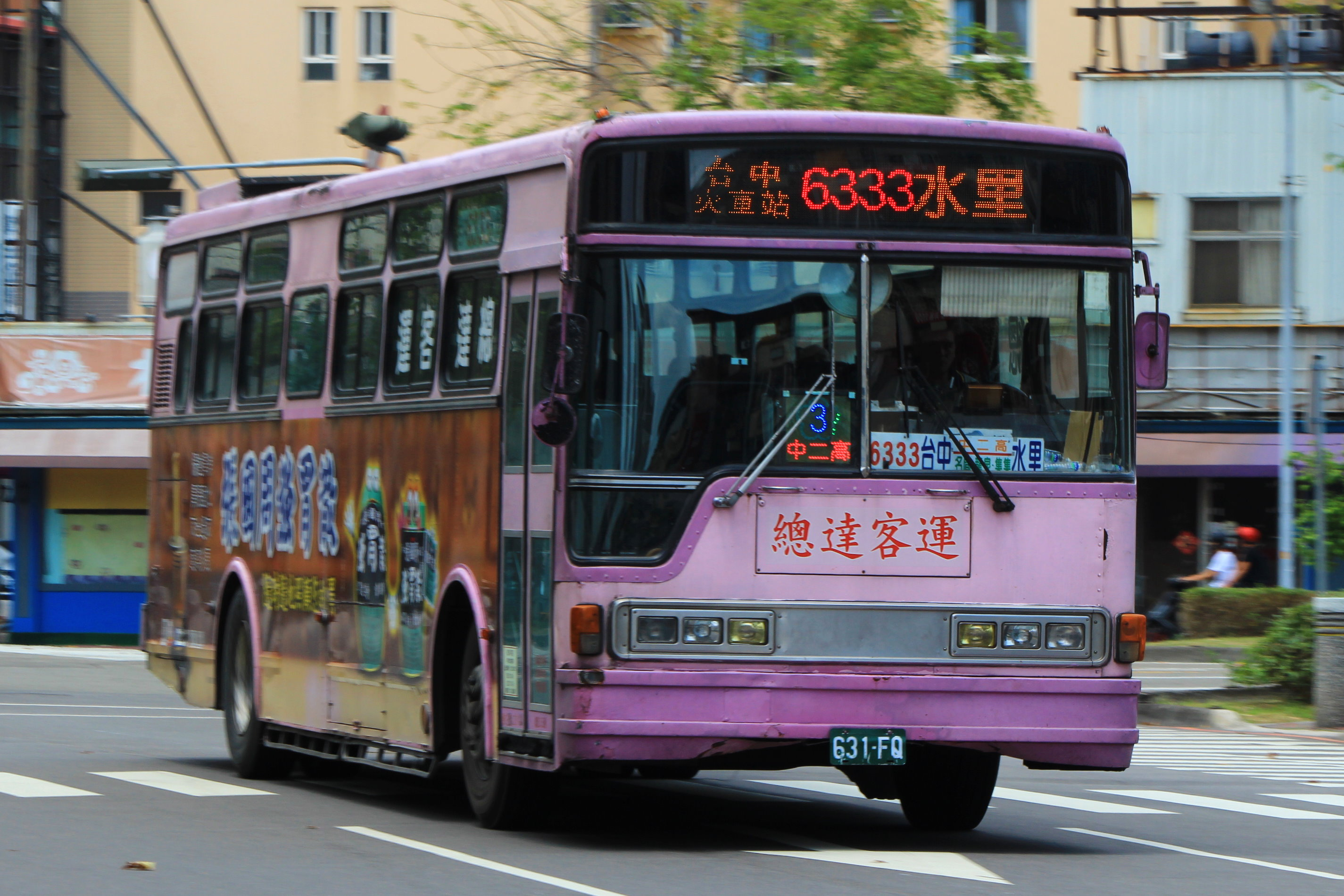
從台中開往水里的總達客運6333沿途經過草屯

草屯地處交通要衝，北至霧峰、大里、台中；南至南投、竹山、水里 ；東至國姓、埔里；西至彰化、員林、鹿港等地。各式路線以草屯為重要中途站，成為公路客運的轉運中心。原鎮內有兩大場站均已出售，其一位於中山街，現為小北百貨的「台灣汽車客運草屯站」，另一位於中山街，現為空地的「彰化客運草屯站」。近年來國光客運、台中客運國道路線於中興路上設站。彰化客運、南投客運、全航客運、員林客運、總達客運、統聯客運、台中客運等客運公司在太平路二段草屯惠德宮前設站，使得惠德宮前路段成為交通繁忙的客運車站，也帶動草屯商圈的發展。

#### 台中市公車
| 路線編號 | 營運區間               | 經營業者 | 備註       |
| -------- | ---------------------- | -------- | ---------- |
| 108      | 港尾－南開科技大學校區 | 台中客運 | 經亞洲大學 |

#### 彰化縣市區公車
| 路線編號 | 營運區間                     | 經營業者 | 備註 |
| -------- | ---------------------------- | -------- | ---- |
| 17       | 彰化－縣－草屯               | 彰化客運 |      |
| 17A      | 彰化－台鳳社區－縣－草屯     | 彰化客運 |      |
| 17B      | 彰化－縣庄－草屯－南開科技大學 | 彰化客運 |      |

#### 南投縣市區公車
| 路線編號 | 營運區間         | 經營業者                   | 備註                       |
| -------- | ---------------- | -------------------------- | -------------------------- |
| 3        | 草屯－中興－溪頭 | 彰化客運 員林客運 南投客運 | 實際起站為南岸，為跳蛙路線 |
| 3A       | 草屯－南崗－溪頭 | 彰化客運 員林客運 南投客運 | 實際起站為南岸，為跳蛙路線 |

#### 公路客運
| 路線編號 | 營運區間                       | 經營業者          | 備註 |
| -------- | ------------------------------ | ----------------- | --- |
| 6268     | 臺中－埔里                     | 全航客運          | 部分班次行經霧峰市區、國道六號、中投公路、高鐵臺中站、繞經新庄里、北山坑、鯉魚潭 行駛國道六號班次不經草屯         |
| 6322     | 臺中－草屯－南崗－水           | 總達客運          | 經霧峰市區、亞大醫院、南崗                                                                                    |
| 6333     | 臺中－草屯－中興－水           | 總達客運          | 部分班次行駛國道三號、中投公路 行駛國道三號班次（A線） 不經草屯、中興                                         |
| 6653     | 草屯－泰雅渡假村               | 南投客運          | 經國姓，每日來回12班車                                                                                        |
| 6655     | 草屯－大坪                     | 南投客運          | 經國姓，每日來回12班車                                                                                        |
| 6656     | 埔里－草屯                     | 南投客運          | 平日雙向僅開出一班車                                                                                          |
| 6670     | 臺中－高鐵臺中站－埔里－日月潭 | 南投客運          | 部分班次行駛國道六號、繞經九族文化村、中台禪寺、延駛臺中國際機場、向山行政中心 行駛國道六號班次不經草屯       |
| 6672     | 南投－埔里                     | 南投客運          | 經中興、草屯、國道六號，不經雙冬、柑子林                                                                      |
| 6871     | 臺中－杉林溪                   | 台中客運          | 經霧峰市區、草屯、中興、鹿谷、溪頭                                                                            |
| 6875     | 南投－埔里                     | 南投客運 彰化客運 | 經中興、草屯、雙冬、柑子林                                                                                    |
| 6899     | 臺中－埔里                     | 台中客運 南投客運 | 部分班次行經霧峰市區、國道六號、中投公路、繞經新庄里、北山坑 行駛國道六號班次不經草屯                             |
| 6742     | 竹山－臺中                     | 員林客運          | 經台中、霧峰、草屯、南投、新街、竹山                                                                          |
| 6909     | 鹿港－草屯                     | 彰化客運          | 已停止營運 |
| 6916     | 彰化－南投                     | 彰化客運          | 平日部分班次（A線） 行經南投高中 經社口、頂茄荖、快官、中興、中興新村                                         |
| 6917     | 彰化－南投                     | 彰化客運          | 平日部分班次（A線） 行經南投高中 經社口、頂茄荖、快官、中興新村、南崗 B線只行駛到草屯（經社口、頂茄荖、快官） |
| 6918     | 彰化－南投                     | 彰化客運          | 平日部分班次（A線） 行經南投高中 經社口、頂茄荖、快官、林子頭                                                 |
| 6919     | 彰化－南投                     | 彰化客運          | 平日部分班次（A線） 線行經南投高中 經社口、快官、縣、碧山                                                     |
| 6923     | 草屯－員林                     | 彰化客運          | 經社口、東山                                                                                                  |
| 6924     | 南投－員林                     | 彰化客運          | 經碧山、東山、中興新村                                                                                        |

#### 國道客運
| 路線編號 | 營運區間         | 經營業者 | 備註                                        |
| -------- | ---------------- | -------- | ------------------------------------------- |
| 1632     | 臺北－竹山       | 統聯客運 | 經林口、中港轉運站、中興、濁水 1天2班       |
| 1657     | 高鐵臺中站－南投 | 統聯客運 | 經草屯、中興 約1小時1班                     |
| 1806     | 基隆－南投       | 國光客運 | 經朝馬、社口、中興 假日行駛 1天2班          |
| 1831     | 臺北－南投       | 國光客運 | 經朝馬、中興                                |
| 1832     | 臺北－埔里       | 國光客運 | 經朝馬、社口 目前只行駛A、B線（不經過草屯） |

## 旅遊
- 登瀛書院：縣定古蹟
- 草屯燉倫堂：縣定古蹟
- 敷榮堂：歷史建築
- 草屯朝陽宮：主祀天上聖母，縣定古蹟
- 月眉厝龍德廟：主祀保生大帝，縣定古蹟

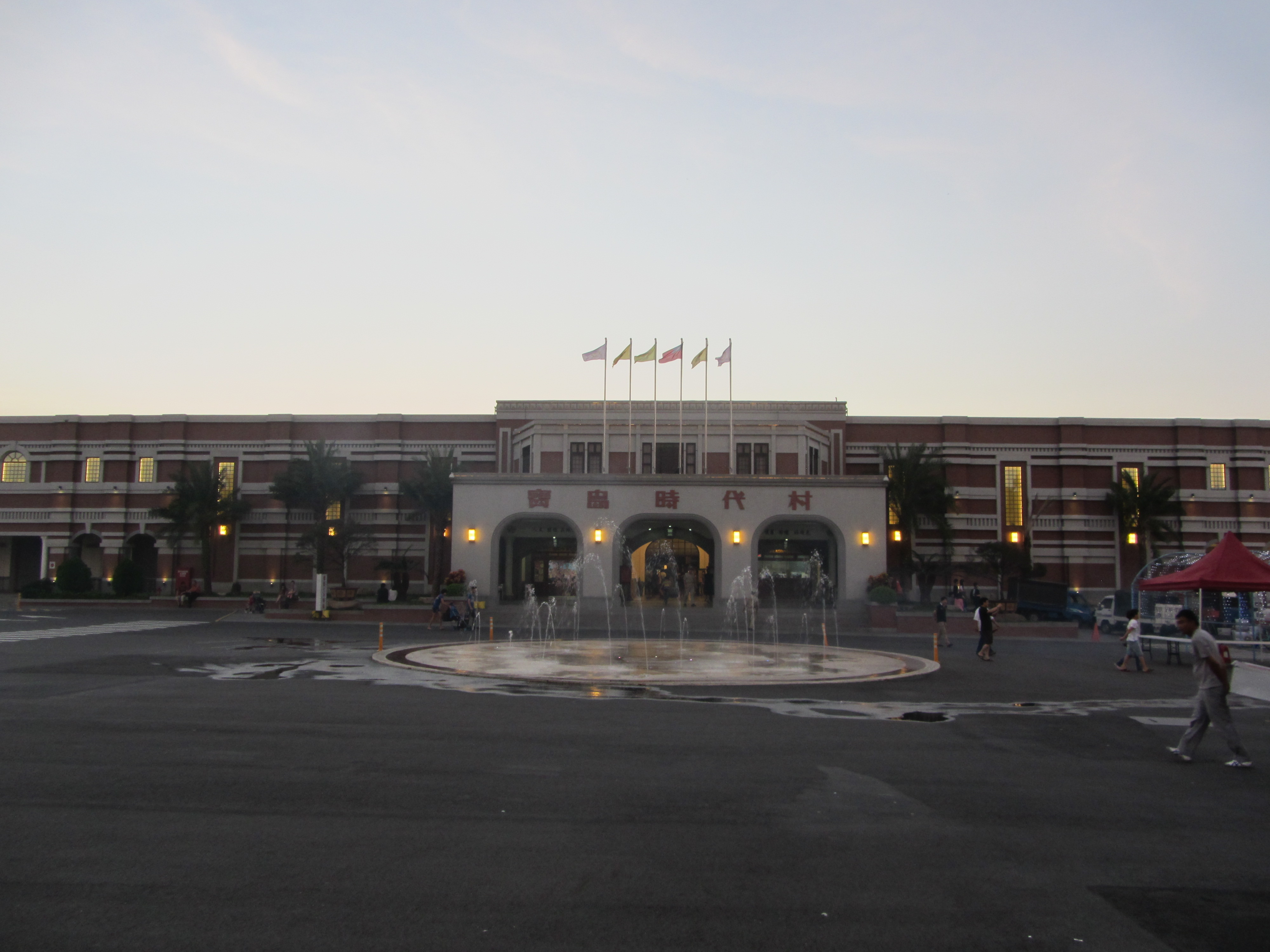
寶島時代村

- 草屯新興宮：主祀慚愧祖師，吳敦義老家庄廟
- 草屯太清宮（草屯李氏宗親會[38]）
- 敦和宮銅像：號稱全台灣最大武財神趙天君銅製雕像，佇立於廟簷上，並有電梯、樓梯可供香客上前，可遠眺九九峰與土城平原的視野景觀。
- 雞胗厝：又稱三邊堂，敦和里的李姓祠堂
- 草鞋墩遺址：當地鎮名與鎮徽的由來
- 草屯惠德宮：為南投縣政府舉行釋奠場所之一
- 草屯林太師廟：主祀明朝政治人物林偕春
- 草屯南岸七將軍廟
- 草屯慈德宮：以造型奇特著名
- 國立臺灣工藝研究發展中心：舊稱工藝研究所設有各種工藝相關展覽、工坊、市集、茶飲、景觀甚至住宿等
- 南埔農業教育休閒園區
- 雙十吊橋（含林枝木浮雕像與紀念碑）
- 九九峰自然保留區
- 汗漫書院
- 坪頂七股神木
- 台灣聖山生態教育園區（台灣無名戰士紀念碑、梅心怡紀念碑）
- 散花瀑布
- 欣隆休閒農場
- 雙冬新農業文化園區
- 大虎山
- 草鞋墩人文觀光夜市（週五、六、日）
- 寶島時代村
- 草屯老街：草屯舊街、草屯新街
- 草屯陳府將軍廟：主祀開漳聖王
- 草屯紫微宮：主祀玄天上帝
- 上林里石榕公：以求子而聞名
- 毓繡美術館 （页面存档备份，存于）[39]

## 外部連結
- 草屯鎮公所 （页面存档备份，存于）
- 草屯鎮公所的Facebook專頁
- YouTube上的草屯鎮公所頻道